# Давід Каше
Давід Каше (чеськ. David Kaše; 8 листопада 1995, м. Кадань, Чехія) — чеський хокеїст, лівий нападник. Виступає за «Пірати» (Хомутов) у Чеській першій лізі.
Вихованець хокейної школи СК «Кадань». Виступав за «Пірати» (Хомутов).
У складі молодіжної збірної Чехії учасник чемпіонату світу 2015. У складі юніорської збірної Чехії учасник чемпіонатів світу 2014 і 2015.
Брат: Ондржей Каше.
Досягнення
- Срібний призер юніорського чемпіонату світу (2014)